# Třebotovice
Třebotovice (do 2. pol. 18. století Třebotova Hora) je vesnice, základní sídelní jednotka v městské části České Budějovice 5 (exkláva této městské části). Nachází se na Lišovském prahu kolem pramenného úžlabí Dobrovodského potoka, v nadmořské výšce 530 m, asi 6 km jihovýchodně od centra Českých Budějovic. V roce 2011 zde žilo 306 obyvatel ve 106 domech (z toho 15 bylo neobydlených).

## Historie
Nejstarší zmínka o Třebotovicích je z roku 1378, kdy patřily ke královskému hradu Hluboké a lišovské rychtě. Od poloviny 19. století do poloviny 20. století byly Třebotovice samostatnou obcí. V letech 1961 až 1985 byly částí obce Kaliště. V roce 1985 byly přičleněny k Českým Budějovicím. Osamostatněním Dobré Vody v roce 1990 se z budějovických místních částí Třebotovice a Kaliště stala exkláva města České Budějovice a zároveň exkláva budějovické místní části České Budějovice 5.

## Památky
- novorománská kaple svatého Jana Nepomuckého vystavěná 1862–1863
- historická budova školy
- zděná usedlost čp. 2422 s branou a usedlost čp. 2427 s klenutou branou na západní straně vsi
- kamenný kříž z roku 1867
- památník padlých v první světové válce